# Автодорога М5 (Армения)
М5 (арм. Մ5) — автомобильная дорога в Армении, проходящая от турецко-армянской границы до Еревана через Армавирскую область. Важнейший участок дорожной сети Армении.

## Описание
М3 классифицируется как межгосударственная автодорога — соединяющая дорожную сеть Армении с дорожной сетью другого государства и обеспечивающая передвижение по автодорогам в другую страну. Протяжённость дороги — 63,1 км. Находится в западной части страны, соединяет Ереван с Вагаршапатом, Армавиром и Багараном. Северный объезд Вагаршапата — это шоссе, таким образом, дорога Ереван — Армавир де-факто является четырёхполосной.